# Julian Fontana
Julian Ignace Fontana (Varsóvia, 31 de julho de 1810 - Paris, 23 de dezembro de  1869) foi um indivíduo de múltiplos talentos. Ele foi pianista, compositor, professor de piano, estudou direito, foi jornalista, autor e um homem de negócios. Nativo de Varsóvia, Polônia, era fluente em Polonês, Francês, Espanhol, Inglês e possivelmente Alemão e Italiano. Usou muitos de seus talentos na Europa e América na publicação de sua própria música e da música éde seu amigo próximo Frédéric Chopin. Depois da morte de Chopin em 1849, Fontana foi escolhido pela família de Chopin para a publicação póstuma de manuscritos nunca antes publicados de Chopin. Fontana trabalhou nessa tarefa por quase dez anos. Ele recusou recompensas por esse esforço e o considerou “um trabalho de amor”. Seus esforços resultaram na publicação dos Oeuvres Posthumes pour le piano de Fred. Chopin, ops. 66-73 em 1855 e Canções de Chopin, op. 74 em 1859.
Não há uma biografia completa de Julian Fontana. Muitos dos detalhes de sua vida foram extraídos de publicações, cartas e eventos em torno de sua associação com Chopin. Alguns dos detalhes abaixo sobre a vida de Fontana podem não ser completamente precisos, mas eles são utilizados como a melhor informação disponível no momento.
O resumo mais abrangente da vida e obra de Julian Fontana é dado por Jan Ekier em Chopin Studies 7 (The Frederick Chopin Society, Varsóvia, 2000). São dadas descrições detalhadas sobre a vida pessoal de Julian Fontana, sua relação com Chopin, Fontana como um músico, o trabalho de Fontana sobre a música póstuma de Chopin e o valor da edição de Fontana para o trabalho editorial atual. Este resumo é o mais altamente recomendado. Um resumo detalhado (publicada na Espanha) da vida de Fontana em Cuba foi escrita por Cecilio Tieles e publicada na Revista de Musicologia, Vol. XI - 1988, Madri, Espanha.
Não se sabe como o amor de Julian Fontana pela música se desenvolveu. Os antepassados de Fontana emigraram da Itália e viveram na Polônia por muitas gerações. Muitos foram arquitetos proeminentes. A famosa Igreja da Santa Cruz em Varsóvia, freqüentemente usada para cerimônias de coroação e eventos reais, desenhada em parte pelos irmãos Fontana, foi construída em meados de 1600. Jan Fontana, pai de Julian Fontana, mantinha o posto de Caixa-Chefe para o Reino da Polônia. Depois da insurreição mal-sucedida contra a Rússia em meados de 1830, a propriedade da família foi confiscada.

## Ordem cronológica
- 1810 – 31 de Julho - Julian Fontana nasce em Varsóvia, Polônia. Seu pai era Jan Fontana e sua mãe Julia Fontana nee Petzold. Julian tinha uma irmã chamada Leokadia.
- 1823 - Julian Fontana e Frédéric Chopin começam a estudar no Liceu de Varsóvia. Fontana recebe seu diploma em 1828. Matricula-se, então, na faculdade para estudar Direito.
- 1824 – 31 de Julho - Julian Fontana é batizado na Igreja de São João Batista em Varsóvia. Os padrinhos eram Gerard Witowicki e Rosalia Razlowskie Fontana.
- 1825 – 26 de Julho - Fontana se apresenta em público no Liceu de Varsóvia com Chopin e Dominik Magnuszewski.
- 1827 – 27 de Julho - Chopin encerra seus estudos no Liceu de Varsóvia. Durante seus três anos de estudo ele era amigo íntimo de Julian Fontana, entre outros.
- 1828 – Fontana executa uma peça de Chopin chamada Rondó em Dó Menor para dois pianos ao lado de Chopin.
- 1829 – Julian Fontana recebe aulas de inglês três tardes por semana com Chopin e outros de uma professora de origem irlandesa chamada Makartnej.
- 1830 – 15 de Setembro -  Fontana recebe diploma de Direito pela Universidade de Varsóvia.
- 1830 – Novembro - Chopin viaja para o exterior e eventualmente reside em Paris.
- 1830 – 1831 - Fontana participa da Insurreição Polonesa de Novembro contra a Rússia.
- 1831 – 10 de Setembro -  Suboficial Julian Fontana, Soldado da Artilharia promovido a Segundo Tenente pelo General Ramorino da Armada do Reino da Polônia.
- 1832 – 1833 - Depois do fracasso na Insurreição de Novembro, Fontana reside em Paris antes de sua partida para Londres.
- 1833 - Fontana reside brevemente em Hamburgo. Lá escreve A la Mazurka.
- 1833 – 1836 - Fontana reside em Londres. Ele publica seus arranjos de melodias nacionais polonesas. Ainda em Londres, publica algumas obras de Chopin. Os Op.1, op.3, op.5, op.10 e op.11, foram publicados por Wessel e Co., cujos subtítulos incluem “editado por seu discípulo J. Fontana” e “dedilhados por J. Fontana” e a nota “estudante de Chopin”.
- 1835 – data desconhecida - De acordo com a edição de 7 de Junho de La Revue et Gazette musicale de Paris, Fontana se apresenta em um concerto em Londres em um conjunto a 12 mãos incluindo Moscheles, Cramer, Schultz, Sowinski e Alkan.
- 1837 – Julian Fontana retorna a Paris e se torna copista-chefe dos trabalhos de Chopin destinados à publicação. Fontana prepara aproximadamente 50 cópias dos ops. 25 ao 49, as quais serviram de base para as edições francesa, alemã e inglesa.
- 1840 – Novembro / Dezembro - Chopin publica Deux Polonaises, op. 40 dedicadas “a Mr. Jules Fontana”.
- 1841 – 19 de Abril - Fontana se apresenta no hall de recitais do Hotel de Paris. O programa incluía obras de Chopin.
- 1841 – Dezembro - A obra de Fontana intitulada Caprice, op.1, é publicada em Keepsakes des Pianistes, por La Revue Gazette Musicale de Paris. A coleção inclui obras de Chopin, Heller, Kalkenbrenner, Mendelsohn, etc.
- 1842 – 1843 - Em Varsóvia, Fontana envia três cartas a Paris para Madame la Vicomtesse de Verny, pedindo desesperadamente ajuda financeira.
- 1843 - Retrato de Fontana no medalhão criado por Wladyslaw Oleszczynski em Paris.
- 1843 – 17 de Março - Um concerto beneficente é reservado para Julian Fontana em Paris. Entre os músicos estavam Julian Fontana, o tenor Stefan Grotkowski e provavelmente Chopin. Grotkowski interpreta canções de Chopin, e Fontana de Witwicki. Duas obras não publicadas de Fontana, A la Mazurka e Andantino, estavam também inclusas no programa.
- 1844 - Fontana viaja para Cuba em Julho e é mencionado em artigos da imprensa de Havana. Ele conhece Camilla Dalcour Tennant, de 26 anos de idade, em 1844, uma nativa de Matanzas, Cuba. Ela é filha de pais ricos franceses (Dalcour) que emigraram do Haiti para Louisiana e daí para Cuba. Naquela época Camilla era casada com o executivo inglês Stephen Cattley Tennant e eles tinham quatro filhos.
- 1844 – 8 de Julho - Concerto de estreia de Fontana em Havana, no salão da Sociedade Filarmônica. O concerto inclui obras de Liszt, Chopin e Thalberg. Esse concerto apresenta a música de Chopin a Cuba.
- 1844 – 27 de Julho - Segundo Concerto de Fontana no salão da Sociedade de Havana. O concerto inclui obras de Chopin, Thalberg, Moscheles e uma composição original de Fontana baseada em temas nacionais.
- 1844 - Fontana continua se apresentando em concertos e passa a dar aulas de piano. Entre seus alunos está Nicolas Ruiz Espadero, que se tornou em Cuba um dos mais famosos pianistas e compositores, e eventualmente copistas do compositor americano Louis Moreau Gottschalk.
- 1845 – 20 de Julho - O Revue et Gazette Musicale de Paris publica uma análise da obra de Fontana intitulada La Havanne, op 10: “Monsieur Fontana... é um talentoso homem cheio de bom gosto. Sua coleção (Havanne), graças à seleção de melodias nacionais nela contida, assim como a técnica que o autor consegue trazer à obra – é muito atraente”.
- 1845 - Lolita, Grande Valse Brillante, op. 11, é publicada em Paris. O título é em homenagem a uma irmã de Camilla Dalcour Tennant. A composição é dedicada a outra irmã, Laure Dalcour.
- 1845 – 2 de Dezembro - Fontana chega na Filadélfia vindo de Havana, Cuba, a bordo do U.S. Bark Louisa.
- 1845 – 8 de Dezembro - Do New York Herald; "Nós entendemos que um novo candidato à fama no piano chegou a este país. Ele declara ser um professor do instrumento e provavelmente espera competir com De Meyer. O nome desse cavalheiro é Fontana, de Paris, mas ele é desconhecido neste país."
- 1846 – 3 de Janeiro - Fontana faz sua estréia nas Salas de Apollo com Miss Korinsky e Phillip Mayer. O concerto foi pouco assistido. Obras de Liszt, Thalberg e Wilmers foram executadas. Fontana também executou sua própria composição Lolita, op. 11.
- 1846 – 15 de Outubro - Fontana executa Fantasie, op. 49, de Chopin, nas Salas de Apollo, em New York City.
- 1846 – 1848 - Fontana reside em Nova York e se apresenta em concertos com o violinista Camillo Sivori, um estudante de Paganini.
- 1847 - Souvenirs de I’le de Cuba, op. 12, obra publicada em Paris. Essa composição foi dedicada a ”Camile et Leocadie", a futura esposa de Fontana e sua irmã.
- 1848 - Agosto - Fontana faz uma breve visita a Londres a fins desconhecidos. Chopin envia a Fontana uma carta da Escócia datada de 18 de agosto de 1848, na qual declara que “Se estivesse bem, eu iria a Londres amanhã para te abraçar (Fontana)”. No fim da carta Chopin também declara “Eu acho que você fez bem ao se estabelecer em Nova York em vez de Havana”.
- 1848 – 3 de Novembro - Stephen Cattley Tennant, marido da futura esposa de Fontana (Camilla), está fatalmente ferido em acidente numa estrada de ferro na Inglaterra. Camilla está agora com trinta anos de idade e cinco filhos.
- 1849 - Rhapsodie a la Polka, pour le piano, op.19 é publicada por Kerksieg & Breusing, Nova York.
- 1849 – 17 de Outubro - Frederick Chopin morre em Paris.
- 1850 - Camilla Dalcour viaja de Havana para Nova York à procura de Fontana, que se surpreende com a aparição dela em seu apartamento.
- 1850 - Publicada a Canção do Terceiro de Maio, de uma coleção de Melodias Nacionais Polonesas. Filadélfia, Fiot, Meignen Co. ca. 1850.
- 1850 – 9 de Setembro - Julian Ignace Fontana e Camilla Dalcour Tennant se casam na Catedral Católica Romana de Nova York. Eles partem para Paris logo em seguida. As testemunhas (padrinhos) foram Sophie Bellchase e Juan De Osma.
- 1853 – 10 de Julho - Um filho, Julian Camillo Adam, nasce para os Fontana em Paris. Adam Mickiewicz, famoso poeta nacional da Polônia e amigo próximo de Fontana é o padrinho. O batismo acontece em 31 de Julho na Eglise St. Jacque de Montgeron, Diocese de Versalhes.
- 1853 – 15 de Outubro - Justyna Chopin envia uma carta a Fontana em Paris dando a ele permissão para selecionar e publicar manuscritos nunca antes publicados de seu filho Frederick. Na carta ela se refere a Fontana como “competente juiz” da música de seu filho.
- 1855 – 30 de Março - Camilla Dalcour Fontana morre de pneumonia ainda grávida. Ela é enterrada no Cimetiere Pere-Lachaise, Paris. Fontana leva os filhos do primeiro casamento de sua esposa para viver na Inglaterra com a família inicial dela.
- 1855 – 7 de Setembro - Julian Fontana é naturalizado cidadão americano perante a Corte Suprema, New York City, Nova York.
- 1855 - Julian Fontana publica Oeuvres Posthumes pour Piano de Fred. Chopin op. 66-73 na Alemanha, Bélgica e França. Uma pós-publicação explica como Fontana foi escolhido para ser o único autorizado a publicar obras inéditas de Chopin e que publicações não autorizadas de sua música serão processadas.
- 1855 – 22 de Setembro - Fontana faz a primeira de muitas viagens a Havana, Cuba, no navio Arago, numa tentativa frustrada de reivindicar a herança dos consideráveis bens de sua esposa.
- 1855 – Setembro - Fontana e seu filho retornam a Paris.
- 1856 – 20 de Janeiro - De acordo com La Revue et Gazette Musicale de Paris, um concerto das Oeuvres Posthumes de Chopin é apresentado por Fontana no Pleyel hall de concertos. Nesse concerto Fontana executa 4 mazurcas, 2 valsas e o Fantasie Impromptu (Impromptu Fantasia). Um Segundo concerto é apresentado mais tarde naquele ano e um terceiro em 1857.
- 1857 - As canções polonesas de Fontana Smutna rzeka, Przypadek, Wyjazd, e Zakochana são publicadas por R. Friedlein, Varsóvia.
- 1857 Junho / 1858 Julho - Fontana em Cuba.
- 1858 – 12 de Agosto - Fontana chega a Nova Iorque a bordo do navio Philadelphia vindo de Havana, Cuba, com seu filho Julian Camile.
- 1858 – Fontana e seu filho retornam a Paris.
- 1858 – 1860 - Viagens esporádicas feitas à Polônia.
- 1859 - Julian Fontana publica uma coleção das Dezesseis Canções Polonesas op. 74 de Chopin, em Varsóvia. Uma segunda edição publicada na Alemanha inclui 17 canções.
- 1860 - Fontana envia cartas de Paris para o compositor estadunidense Louis Moreau Gottschalk e o compositor cubano Nicolas Ruiz Espadero.
- 1860 - Duas composições escritas por Louis Moreau Gottschalk são dedicadas a Fontana. Elas são La Gitanella, Caprice Caracteristique pour le piano, op. 35 e Illusions Perdues, Caprice pour le piano, Fantome de bonheur, op. 36.
- 1860 - Fontana traduz Dom Quixote de la Mancha do espanhol para o polonês e contribui através de artigos sobre Chopin com o jornal Cracoviense Czar (Tempo) e com o Dzienik Poznanski.
- 1862 - Douze Reveries au Piano en deux suites , op. 8, têm sua publicação realizada na Alemanha.
- 1869 - Fontana publica um livro sobre astronomia popular na Polônia; Astronomja ludowa, Poznan, Nakladem Ksiegarni J. K. Zupa’nskiego, e explicações sobre a ortografia polonesa, Kilka uwag nad pisowną polską, Paris, Ksiegarnia Luxemburgska.
- 1869 – 23 de Dezembro - Julian Fontana tira a própria vida em Paris depois de muitos anos de doença e surdez. Seus restos se encontram em uma tumba no Cimetiere Montmartre em Paris, que abriga outros exilados poloneses. Antes de sua morte, Fontana enviou seu filho Julian para viver com a família da mãe (Tennant) na Inglaterra.